# Kanton Thénac
 Thénac  is een kanton van het Franse departement Charente-Maritime. Het kanton maakt deel uit van de arrondissementen Saintes en Jonzac. In 2019 telde het 20.794 inwoners.

Het kanton werd gevormd ingevolge het decreet van 27 februari 2014 met uitwerking op 22 maart 2015, met Thénac als hoofdplaats.

## Gemeenten
Het kanton omvat volgende 25 gemeenten:
- Berneuil
- Brives-sur-Charente
- Chermignac
- La Clisse
- Colombiers
- Corme-Royal
- Coulonges
- Courcoury
- Les Gonds
- La Jard
- Luchat
- Montils
- Pérignac
- Pessines
- Pisany
- Préguillac
- Rétaud
- Rioux
- Rouffiac
- Saint-Sever-de-Saintonge
- Salignac-sur-Charente
- Tesson
- Thénac
- Thézac
- Varzay